# Nice and Friendly
Nice and Friendly é um filme mudo de curta-metragem de 1922, escrito, produzido, dirigido e protagonizado por Charles Chaplin.
É um filme caseiro, que nem tem uma história central, e que muito menos foi lançado. Chaplin o fez com o propósito de dar como presente de casamento para Edwina Mountbatten e Louis Mountbatten que naquele período estavam em lua de mel na Califórnia.
O filme foi gravado na própria casa de Chaplin e, além de contar com a presença do próprio casal no filme, tem a participação de Jackie Coogan que após o sucesso de The Kid, Chaplin chamaria para fazer mais alguns curtas.
Este filme está presente no DVD 2 do filme The Kid lançado pela Warner.

## Elenco
- Charles Chaplin - Vagabundo
- Jackie Coogan - Garoto
- Edwina Mountbatten - Heroína
- Louis Mountbatten - Herói
- Eulalia Neilson
- Frederick Neilson
- Sarah Pell
- Stephen Pell
- Coronel Robert M. Thompson